# Конюшина блідоцвіта
{{#ifeq:0|0|{{#if:Trifolium leucanthum|{{#if:|[[]}}|[[]]}}}}
Конюшина блідоцвіта (Trifolium leucanthum) — вид квіткових рослин родини бобових (Fabaceae). Рослина середземноморсько-чорноморсько-каспійського регіону. Це однорічна рослина 7–45 см заввишки з 10–15 мм суцвіттями й жовтуватими квітковими віночками.

## Біоморфологічна характеристика
Це трав'яниста, однорічна, волосиста рослина. Стебла 7–45 см заввишки, прямовисні чи висхідні. Прилистки ланцетні, загострені, цілокраї. Нижні листки чергові, верхні листки супротивні. Листочки до 25 × 9 мм, довгасто-клинуваті, обернено-яйцеподібні чи еліптичні, злегка вигнуто-зубчасті на верхівковій частині, волосисті з обох сторін. Суцвіття 10–15 x 10–12.5 мм, колосоподібні, яйцеподібні чи кулясті, кінцеві, поодинокі й інколи здвоєні. Чашечка дзвоникоподібна; трубка 2–3.5 мм, густо запушена; зубці майже рівні чи нерівні, шилуваті, на зовнішній грані волосисті. Віночок з пелюстками, спаяними основою, жовтуватий, білуватий. Плід сидячий, входить до чашечки, з одним насінням. Насіння 1.6–2 мм, гладке, жовтувате. 2n = 14, 16.

## Поширення
Рослина середземноморсько-чорноморсько-каспійського регіону: Алжир, Лівія, Україна — Крим, колишня Югославія, Албанія, Болгарія, Греція [у т. ч. Крит], Італія [у т. ч. Сардинія, Сицилія], Іспанія, Франція [у т. ч. Корсику], Кіпр, Іран, Ірак, Ізраїль, Сирія, Туреччина [у т. ч. європейська].
В Україні вид росте на сухих схилах, у світлих лісах, дорогами — на ПБК (від Севастополя до Феодосії) та Керченському півострові.